# Claude Fournier (réalisateur)
Pour les articles homonymes, voir Claude Fournier et Fournier.
Claude Fournier (né le 23 juillet 1931 à Waterloo au Québec et mort le 16 mars 2023 à Montréal) est un écrivain, réalisateur, scénariste, directeur de la photographie, monteur, producteur et compositeur canadien,,,. 

## Biographie
Claude Fournier est le frère jumeau de Guy Fournier et l'oncle de Jean-Vincent Fournier, cinéastes québécois.
Après des études classiques aux Séminaire de Saint-Hyacinthe et Collège de Chambly, à la fin des années 1940, il travaille au quotidien La Tribune. Il est embauché à la télévision de Radio-Canada en 1952. Là, il est de l'équipe qui met en route le journal télévisé français au service de l'information avec Louis-Hébert Desjardins et François Morisette à la rédaction du bulletin. Il y tourne alors plusieurs séquences de films qui seront présentées dans le cadre de l'émission Magazine. Parallèlement à cette carrière médiatique, il publie deux recueils de poésie, Les armes à faim et Le Ciel fermé.
Un jour, Maurice Dubois, réalisateur à la télévision de Radio-Canada, lui demande de créer un personnage de clown. Il crée, la première année, Bim, interprété par Jacques Zouvi, et l'année suivante, Sol, son comparse, interprété par Marc Favreau. Ce dernier développera ensuite ce personnage tout au long de sa carrière. Il travaillera ainsi, de 1955 à 1961, à l'émission de télévision pour enfants Bim et Sol comme scripteur.
En 1957, il décroche d'abord un emploi de rédacteur publicitaire à l'Office national du film du Canada (ONF) mais il veut faire des films. Il devient ensuite scénariste à l'équipe française. En 1959, il écrit pour Radio-Canada un téléthéâtre, Bonne nuit Mlle Hélène. Finalement toujours à l'ONF, il passe à la réalisation et se fait remarquer avec son premier documentaire en1959, Télesphore Légaré, garde-pêche, et un second en 1960, Alfred Desrochers, poète. En 1961, il coréalise avec Gilles Groulx La France sur un caillou, tourné à Saint-Pierre-et-Miquelon. Ce film marquera de façon importante le courant du cinéma direct de l'époque. Doué pour la caméra, il participe à l'aventure collective qu'est La lutte, court-métrage documentaire tourné sans scénario ni proposition écrite et qui constitue un jalon dans l'affranchissement de la production francophone à l'ONF.
Il quitte finalement l'ONF en 1961 et s'installe à New York. Il travaille pour Drew Associates, une filiale de Time-Life Inc., où il côtoie Robert Drew, Richard Leacock et D.A. Pennebaker. C'est aux États-Unis qu'il réalise le documentaire Midwestern Floods en 1962.
De retour au Québec en 1963, il est à la caméra du court métrage d'Anne-Claire Poirier, Nomades de l'ouest. Dans cette même année, il fonde une première compagnie privée, Les Films Claude Fournier Ltée, avec ses frères Daniel et Guy Fournier, de même que Louis Portugais. Il y produit et tourne 99 films documentaires pour la télévision de Radio-Canada. Il compte ainsi parmi la génération qui mettra sur pied l'industrie cinématographique québécoise. C'est au sein de cette compagnie qu'il produit et réalise la série Vingt ans Express et la série Cent millions de jeunes. Parmi les films produits pour la télévision notons, le portrait d'un chanteur à la mode, Tony Roman en 1966, suivi de On sait où entrer, Tony, mais c'est les notes!, désopilant documentaire sur le phénomène yéyé québécois. Dans cette période, il sera très impliqué dans l'Association des producteurs du Québec. 
En 1967, à l’instar de Jean-Claude Labrecque, il tourne un documentaire sur la visite du général Charles de Gaulle au Québec intitulé, Du général au particulier. Heureux hasard, avec son frère Daniel comme preneur de son, il est le seul cinéaste, le soir du 24 juillet 1967, à capter la déclaration historique du général sur le balcon de l'hôtel de ville de Montréal lorsqu'il prononça le légendaire « Vive le Québec ! Vive le Québec libre ! » ; une séquence qui fera le tour du monde.
En 1968, Les Films Claude Fournier Ltée fusionnent avec Onyx Films inc.
Diffusé à la télévision de Radio-Canada le 20 avril 1968, Le dossier Nelligan est un essai documentaire en forme de procès qui soulève la colère de plusieurs personnalités du milieu du cinéma,.
En mai 1970, sort le premier long métrage de fiction réalisé par Fournier, la comédie érotique Deux femmes en or, avec Monique Mercure et Louise Turcot dans les rôles titres. Il devient rapidement un phénomène populaire (on parle de deux millions de spectateurs) malgré une réception critique plutôt hostile,.
Le cinéaste tentera de renouer avec ce succès en réalisant Les chats bottésen 1971.
Il fonde la société Rose Films inc. avec sa conjointe Marie-José Raymond en 1972.
Il fait preuve de plus d'ambition en réalisant en 1973, en anglais, le western Alien Thunder, qui met en vedette Donald Sutherland, mais le succès n'est pas au rendez-vous puis, La pomme, la queue et les pépins en 1974. Il réalise Je suis loin de toi mignonne, en 1976 où il réunit le tandem Denise Filiatrault et Dominique Michel pour une fiction portant sur la course au mariage lors de la Seconde Guerre mondiale. Il travaille en 1977 à la scénarisation de deux coproductions italo-canadiennes, La notte dell'alta marea (Twilight of Love) de Luigi Scattini et Una giornata particolare (Une journée particulière) de Ettora Scola mettant en vedette Sophia Loren et Marcello Mastroianni. En 1980, il tourne Hot Dogs (Les chiens chauds) mettant en vedette Donald Pilon qui aura un succès au box-office.
Fournier se consacre ensuite, toujours avec Marie-José Raymond, à deux projets historiques d'envergure : en 1983, à l'adaptation du roman de Gabrielle Roy, Bonheur d'occasion, et en 1988, à la réalisation de Les Tisserands du pouvoir, qui raconte l'histoire des Québécois émigrés en Nouvelle-Angleterre au début du XXe siècle. Pour Bonheur d'occasion, il tourne simultanément une version française et une version anglaise du film (intitulée The Tin Flute), qui de plus se double d'un feuilleton télévisé. Pour Les Tisserands du pouvoir, il divise son récit en deux longs métrages, sortis en salles à quelques semaines d'intervalle.
Fournier revient ensuite à la comédie en 1997 avec J'en suis!, caricature de l'omniprésence des homosexuels dans le milieu des antiquaires qui reçoit un accueil mitigé. Il enchaîne avec la télésérie Juliette Pomerleau, adaptation du roman d'Yves Beauchemin, puis revient au cinéma avec The Book of Eve, adaptation du roman homonyme de Constance Beresford-Howe qu'il tourne en anglais. En 2004, il termine Je n'aime que toi, l'histoire d'une écrivain d'âge mûr qui trouve l'inspiration dans le récit d'une mystérieuse jeune prostituée.
Il enchaîne avec la série télévisée Félix Leclerc avec Daniel Lavoie dans le rôle titre. Une polémique éclate à l'hiver 2005 lorsque le nouveau directeur de la programmation de Radio-Canada, Mario Clément, déclare que la série est l'une des pires qu'il ait vues à la télévision,,. Le couple Fournier-Raymond poursuit alors en diffamation la Société Radio-Canada pour une somme de 4,3 millions de dollars. En octobre 2008, à la suite d'un procès largement médiatisé, la Cour supérieure du Québec condamne la SRC à verser 200 000 $ aux plaignants,.
En 2008, Claude Fournier et Marie-José Raymond se voient confier, par l'homme d'affaires Pierre-Karl Péladeau, la direction générale d'un important projet de numérisation et de restauration du patrimoine cinématographique québécois, Éléphant - mémoire du cinéma québécois,. Fournier et Raymond occupent ces fonctions jusqu'à la fin de l'année 2018, supervisant la restauration de 225 longs métrages.
Tout au long de sa carrière, nonobstant la rédaction de plusieurs scénarios, il sera actif dans la production littéraire. On retrouve la publication de deux recueils de poésie au cours des années 1950, le roman Les Tisserands du pouvoir en 1988 qui deviendra deux films et un feuilleton pour la télévision. En 1993, il publie une biographie de René Lévesque qui choque ses supporteurs. On l’accuse notamment de dévoiler des pans de la vie privée de l'ancien premier ministre du Québec. Fournier répond à ses détracteurs que l'on ne retient que les passages croustillants du livre décrivant sa vie sentimentale alors que c’est d'abord un livre politique. On retrouve le roman Je n'aime que toi en 2004 qui servira à la scénarisation du film éponyme et une publication avec un collectif d'auteurs en 2006, Bancs publics. En 2009, il signe une autobiographie, À force de vivre,,, qui campe bien le personnage en près de 700 pages.
En 2016, à la suite de la publication de la biographie de Claude Jutra par Yves Levers laissant entendre qu'il aurait été pédophile, collaborateur et ami de Jutra, Fournier sort publiquement en invitant ceux qui auraient été victimes de Claude Jutra à sortir de l’ombre afin que le public sache si oui ou non le défunt réalisateur a posé des gestes à caractère sexuel sur des jeunes. Un peu plus tard, lorsqu'un homme accuse formellement Claude Jutra d'avoir abusé de lui depuis son jeune âge, Claude Fournier condamne publiquement les gestes de Jutra.

## Filmographie

### comme réalisateur
- 1959 : Télesphore Légaré, garde-pêche[57].
- 1960: Alfred DesRochers, poète[58].
- 1961 : La Lutte, court métrage documentaire coréalisé par Michel Brault, Marcel Carrière, Claude Jutra[59],[60],[11],[61].
- 1961: La France sur un caillou, coréalisé avec Gilles Groulx[62],[63].
- 1962 : Midwestern Flood
- 1965 : Calgary Stampede
- 1965 : Colombium (court métrage pour Expo 67)
- 1966 : Expo : chantier (Les films Claude Fournier Ltée et l'Office du film du Québec; série de courts films publicitaires pour Expo 67)
- 1967 : Du général au particulier (film de l'Office du film du Québec)
- 1968 : Cœurs neufs (film de l'Office du film du Québec)
- 1969 : Le Dossier Nelligan
- 1970 : Deux femmes en or (Deux filles perverties [fr])[64].
- 1971 : Les Chats bottés
- 1974 : Le Tonnerre rouge (Alien Thunder)[65].
- 1974 : La Pomme, la Queue et les Pépins
- 1974 : ... Et Dieu créa l'été (coréalisé avec Marie-José Raymond; film de l'Office du film du Québec)
- 1976 : Je suis loin de toi mignonne
- 1980 : Hot Dogs (Les chiens chauds)[66].
- 1981 : Tales of the Klondike (feuilleton TV)
- 1983 : Bonheur d'occasion, (La flûte en étain, fr)
- 1988 : Les Tisserands du pouvoir ( film, partie 1 et feuilleton TV)[67] (Titre de la version anglaise : The Mills of Power ou The Looms of Power).
- 1988 : Les Tisserands du pouvoir 2 : La Révolte
- 1991 : Golden Fiddles (feuilleton TV)
- 1997 : J'en suis !
- 1999 : Juliette Pomerleau (série télévisée)
- 2002 : The Book of Eve, coréalisé avec Claire Bloom.
- 2004 : Je n'aime que toi[68].
- 2005 : Félix Leclerc (feuilleton TV)
- 2005 : Les Esprits du fleuve (feuilleton TV)
- 2018: Notre été avec André[69].

### comme scénariste
- 1969 : Le Dossier Nelligan
- 1970 : Deux femmes en or (Deux filles perverties [fr])
- 1971 : Les Chats bottés
- 1974 : La Pomme, la Queue et les Pépins
- 1976 : Je suis loin de toi mignonne
- 1980 : Frédéric (série télévisée)
- 1980 : Les Chiens chauds
- 1983 : Bonheur d'occasion
- 1994 : Mon amie Max, coscénarisé avec Michel Brault[70].
- 1997 : J'en suis !
- 1999 : Juliette Pomerleau (série télévisée)
- 2002 : The Book of Eve
- 2004 : Je n'aime que toi[71].
- 2005 : Félix Leclerc (feuilleton TV)

### comme directeur de la photographie
- 1961 : La Lutte
- 1962 : À Saint-Henri le cinq septembre[72].
- 1963 : 30 Minutes, Mister Plummer
- 1969 : Le Dossier Nelligan
- 1970 : Deux femmes en or (Deux filles perverties [fr])
- 1971 : Les Chats bottés
- 1974 : Alien Thunder
- 1974 : La Pomme, la Queue et les Pépins
- 1976 : Je suis loin de toi mignonne
- 1980 : Les Chiens chauds
- 1983 : Bonheur d'occasion
- 1999 : Juliette Pomerleau

### comme monteur
- 1961 : La Lutte
- 1969 : Le Dossier Nelligan
- 1970 : Deux femmes en or (Deux filles perverties [fr])
- 1971 : Les Chats bottés
- 1974 : La Pomme, la Queue et les Pépins
- 1976 : Je suis loin de toi mignonne
- 1980 : Les Chiens chauds

### comme producteur
- 1998 : Les Coups d'humour (TV)
- 2005 : Les Esprits du fleuve (TV)

### comme compositeur
- 1985 : Bateau bleu, maison verte.

### comme acteur
- 2015 : Moineaux de Paris, rôle: Jeannot[73].

## Publications
- Les Armes à faim, poèmes, Éditions de l'autorité, 1955[74].
- Le ciel fermé, poèmes, Éditions de l'Hexagone, 1956[75],[7].
- Les Tisserands du pouvoir, roman, Éditions Québec-Amérique, 1988 (ISBN 289-037-411-4)[76], Éditions de la Table ronde, 1989, (ISBN 978-2-92366-236-7)[77].
- René Lévesque: Portrait of a Man Alone, McClelland & Stewart, 1995,  (ISBN 0-7710-3216-1)
- René Lévesque: Portrait d'un homme seul, Éditions de l'Homme, 1993,  (ISBN 978-2-76191-153-5), Alain Stanké, 2011, (ISBN 978-292366-246-6)[78].
- Raconte-moi la Nouvelle-France, Claude Fournier et Marie-José Raymond, Montréal, Éditions Rose Films, 2003, (ISBN 9-78298076-421-9)
- Je n'aime que toi, roman, Lanctôt Éditeur, 2004,  (ISBN 978-289485-275-0)[79].
- Bancs publics, collectif, La vie à même la terre, Éditions Michel Brûlé inc, 2006, (ISBN 289-485-349-1).
- À force de vivre, Libre Expression, Montréal, 2009, 688 pages (ISBN 978-2-76480-339-4)[52],[80].

## Récompenses et nominations

### Récompenses
- 1960 : Télesphore Légaré, garde-pêche, Prix du meilleur court métrage canadien.
- 1961 : La lutte, prix du meilleur documentaire aux États-Unis (Blue Ribbon, American Society of Cinematigraphers).
- 1966 : Jeunesse Année zéro, prix pour le meilleur documentaire canadien, série pour la télévision Vingt ans Express,
- 1968 : On sait où entrer Tony, mais c'est les notes, primé au Festival du film de Montréal.
- 1968 : Maliotenam, primé au Festival des Peuples à Florence.
- 1980 : Prix meilleure campagne publicitaire (caméra), campagne publicitaire Alcan, Publicité Club, Montréal.
- 1990 : Prix gémeaux : Les Tisserands du pouvoir, meilleure réalisation d’émission dramatique ou mini-série.
- 1990 : Prix gémeaux : Les Tisserands du pouvoir, meilleur texte pour une émission dramatique ou une mini-série avec Marie-José Raymond et Michel Cournot.

### Nominations
- 1989 : Prix Génie du Meilleur scénario original avec Michel Cournot et Marie-José Raymond pour Les Tisserands du pouvoir
- 2009 : Finaliste aux Prix du gouverneur général pour À force de vivre[81].

## Anecdotes
En novembre 2005, Claude Fournier est élu conseiller municipal à Saint-Paul-d'Abbotsford, par 125 voix contre 42 pour son adversaire. Il perdra son siège de conseiller en novembre 2009 au profit de l'un de ses adversaires, René Archambault, producteur maraîcher.
Dans le film Deux femmes en or, on peut apercevoir la Coupe Grey. C'est dans ce film que Jean Lapointe fera ses débuts au cinéma.
Selon ses propres dires, Claude Fournier a déjà été l'amant du réalisateur Claude Jutra.